# At-Tahbīr fī ʿulūm at-tafsīr
At-Tahbīr fī ʿulūm at-tafsīr (arabisch التحبير في علوم التفسير, DMG at-Taḥbīr fī ʿulūm at-tafsīr ‚Verfeinerung der Wissenschaft der Exegese‘) ist ein wichtiges Werk der Literaturgattung ʿUlūm al-Qurʾān (Koranwissenschaften). Dschalāl ad-Dīn as-Suyūtī (1445–1505), der als einer der wichtigsten muslimischen Gelehrten auf dem Gebiet der ʿUlūm al-Qurʾān gilt, verfasste das al-Itqān fī ʿulūm al-Qurʾān, mit welchem diese Literaturgattung „ihre Vollendung erreichte“. Sechs Jahre zuvor (872/1467) schrieb er sein Buch at-Tahbīr fī ʿulūm at-tafsīr. Hierbei handelt es sich verglichen mit dem Itqān um eine kleinere und weniger berühmte Schrift, die aber eine wichtige Grundlage bzw. Zwischenstufe der Entwicklung der Literaturgattung ʿUlūm al-Qurʾān durch as-Suyūṭī bildet. At-Tahbīr stellt ein Handbuch von 102 Disziplinen zu verschiedenen Aspekten des koranischen Textes dar, in dem as-Suyūṭī das Mawāqiʿ al-ʿulūm fī mawāqiʿ al-nuǧūm von Dschalāl al-Dīn al-Bulqīnī (gest. 1421), welches bereits 52 Koranwissenschaften enthält, um weitere Wissenschaften ergänzt.

## Textzeugen
At-Tahbīr fī ʿulūm at-tafsīr wurde anhand verschiedener Handschriften überliefert. Eine im Jahre 982 H. (= etwa 1575) verfasste Handschrift Nr. 5112 befindet sich in der Chester Beatty Library und die im Jahre 981 H (= etwa 1574) fertiggestellte in der Ägyptischen Nationalbibliothek sowie Nr. 2983 in der Hagia-Sophia in Istanbul. Weitere Schriften werden in Bibliotheken in Leiden, Medina, Kuwait und im Irak aufbewahrt.
Obschon as-Suyūṭī in verschiedenen seiner Schriften das vorliegende Werk at-Tahbīr fī ʿulūm at-tafsīr nennt, trägt es erstaunlicherweise in fast allen seinen Ausgaben, die bis dato existieren, den Titel „at-Taḥbīr fī ʿilm at-tafsīr“. Hierzu zählen die drei Ausgaben: Dār al-ʿUlūm, editiert von Fathī ʿAbd al-Oādir Farīd, Riad 1982, Dschāmiʿt Umm al-Qurā, editiert von Taḥbīr von Zuhayr ʿUthmān ʿAlī Nūr, Mekka 1983 und Dār al-Kutub al-ʿIlmīya, Beirut 2013. Ebenso wurde im Jahre 2018 ein Kommentar zum Werk von Muhammad Mūsā asch-Scharīf (Dar Ibn Hazm Beirut) mit dem Titel at-Tahbīr fī ʿilm at-tafsīr veröffentlicht. Diese „abweichende“ Bezeichnung zieht sich auch durch die westliche Forschung. Demgegenüber führt Carl Brockelmann dieses Buch mit dem von as-Suyūtī gewählten Titel at-Tahbīr fī ʿulūm at-tafsīr an. Der Grund für diese Verwirrung liegt wahrscheinlich in einer Handschrift begründet, die häufig als Grundlage für die Edition des Werks verwendet wurde, nämlich jene der Ägyptischen Nationalbibliothek, deren Schreiber das Werk „Taḥbīr fī ʿilm at-tafsīr“ nennt. Dieses Dokument wurde aber im Jahre 980, also nach dem Ableben as-Suyūtīs, geschrieben. In der Einleitung zu seiner Textedition lenkt Zuhayr ʿUthmān ʿAlī Nūr die Aufmerksamkeit auf die Unterschiedenheit des Titels. So stellt er fest, dass das Werk mehrheitlich at-Taḥbīr fī ʿulūm at-tafsīr genannt wird. Allerdings gebe es keinen Unterschied zwischen den beiden Titeln.

## Textgeschichte
As-Suyūṭī legt in seinem Vorwort die Entstehungsgeschichte seines Werks dar. Im Zuge dessen kritisiert er, dass es die früheren Gelehrten versäumt hätten, jegliche Arbeiten über die theoretischen Grundlagen der Koranexegese zu erstellen, wie sie es doch beispielsweise für die Hadithwissenschaften getan haben. Dieser Mangel wurde erst durch den berühmten Gelehrten Dschalāl al-Dīn al-Bulqīnī (gest. 1421) mit seinem Buch Mawāqiʿ al-ʿulūm fī mawāqiʿ al-nuǧūm behoben. Obwohl as-Suyūṭī das Mawāqiʿ al-ʿulūm als informatives Buch bewertete, welches sich insbesondere durch seine elegante Komposition und dessen bereichernden Inhalt auszeichnet, der zugleich durch seinen logischen Aufbau und den brillanten Schreibstil glänzt, hielt er es für notwendig, al-Bulqīnīs Werk in wesentlichen Punkten zu vervollständigen sowie neue Themen zu integrieren. Daraufhin erstellte er sein Werk at-Tahbīr fī ʿulūm at-tafsīr.

## Aufbau und Inhalt
Das Buch umfasst 102 Abschnitte, welche sich jeweils mit einer der Disziplinen der Koranwissenschaften befassen. Das Incipit lautet: al-Llāha aḥmadu ʿalā an ḫaṣṣanī min niʿami-hī bi-l-mazīd. Zum Teil beschäftigen sie sich mit der Herabsendung des Koran und liefern dabei Antworten auf Fragen wie wann, wo und warum die koranischen Verse herabgesandt wurden. Andere Disziplinen widmen sich der Niederschrift des Koran und der Anordnung dessen Suren und Verse. Darüber hinaus behandeln einige Disziplinen die verschiedenen Lesarten und wiederum andere beschreiben die unterschiedlichen Korancharaktere.
In der Einleitung erläutert der Verfasser die Begriffe: Tafsīr, Qurʾān, Sūra und āya.
1. - 2. al-Makkī wa-l-madanī: Bei dieser Aufteilung der Offenbarungen in makkī wa-l-madanī vertritt as-Suyūtı̄ die Auffassung, dass die mekkanische Kategorie alle Koranteile umfasst, die vor der Auswanderung nach Yathrib (später Medina) im Jahre 622, egal ob in Mekka oder woanders, herabgesandt wurden; unter medinensisch versteht er dagegen alle Koranteile, welche nach der Auswanderung, egal ob in Medina oder woanders, herabgesandt wurden.

1. - 4. al-Hadarī wa-s-safarī: Eine weitere Klassifizierung erfolgt unter dem Gesichtspunkt, ob die Koranteile zu Hause oder unterwegs herabgesandt wurden. In diesem Kontext stellt as-Suyūtı̄ fest, dass viele Koranstellen am Wohnort des Propheten offenbart wurden. Daraufhin führt er 24 auf Hadithen basierende Beispiele an, welche auf Reisen bzw. außerhalb des Wohnorts des Propheten herabgesandt wurden, wie z. B, Q 2:196, 2:281, 2:285 und 3:128 (Vgl. S. 63ff).

1. - 6. an-Nahārī wa-l-lailī: Die Unterteilung der Offenbarungen bzw. Koranteile nach der Tageszeit, sprich ob sie bei Tag oder in der Nacht herabgesandt wurden. Hierbei betont der Autor, dass die Mehrheit der Koranteile bei Tag offenbart wurde. Allerdings liefert er lediglich Beispiele – 9 Fälle basierend auf Hadithen – für in der Nacht herabgesandte Verse, wie beispielsweise Q 2:144, 5:67, 9:118 und 32:16 (Vgl. S. 74ff).

1. - 8. as-Saifī wa-sch-schitāʾī: Hier erfolgt eine Gliederung der Koranverse nach der Jahreszeit, d. h. ob eine Offenbarung im Sommer oder Winter herabgesandt wurde. Beispiele für die erste Kategorie, deren Zahl sich auf 5 beläuft, sind 4:176, Q 5:3 und 9:81. Was die im Winter herabgesandten Verse angeht, so bringt er drei Verse, nämlich Q 24:11, 24:22 und 4:176, als Beispiele vor (Vgl. S. 79ff).

1. al-Firāschī: Hierbei handelt es sich um die Koranteile, die auf dem Nachtlager offenbart wurden. Beispiele hierfür sind Q 9:118 und 5:67 (Vgl. S. 83).

1. an-Nawmī: D. h. was im Schlaf empfangen wurde, wie z. B. Q 108:1–3 (Vgl. S. 84).

1. Asbāb an-nuzūl: In diesem Kapitel ist von Überlieferungen die Rede, die als Anlass für die Offenbarungen angesehen werden können.

1. - 13. Awwal mā nazal wa achir mā nazal: Diese Disziplin untersucht die Chronologie der Offenbarungen, d. h. was zeitlich zuerst geoffenbart wurde – wobei as-Suyūtı̄ sich der Ansicht anschloss, dass dies die ersten Verse der Sure 96 sind (Vgl. S. 89). Außerdem spricht der Autor darüber, was zuerst zu einem bestimmten Thema (z. B. über Wein oder Nahrung) geoffenbart wurde. Demgegenüber stehen die Koranteile, welche zuletzt offenbart wurden.

1. Mā ʿurif tārich nuzūlih: In diesem von as-Suyūtı̄ hinzufügten Kapitel geht es um Koranteile, deren genaues Offenbarungsdatum bekannt ist – auch wenn dieses im Falle von einigen dieser Verse umstritten ist. Zu den angeführten Beispielen (insgesamt 44) gehören die Sure 96, die im Ramadan des ersten Jahres der Botschaft Muhammads, d. h. im Jahre 610, offenbart wurde sowie die Verse 2:144 und 2:183, die im zweiten Jahr nach der Auswanderung nach Medina herabgesandt wurden, d. h. etwa 624 (Vgl. 97f.).

1. - 16. Mā lam yanzil ʿal ahadin qabla an-Nabī wa mā nazala minhu ʿalāʿbaʿd al-Anbiyāʾ: Eine Aufteilung basierend darauf, was vom Koran allein dem Propheten Muhammad offenbart wurde und was bereits auf einen früheren Propheten herabgesandt worden war. Zu den Beispielen der ersten Gruppe gehört Sure 1 und zur zweiten Kategorie Sure 87, die bereits auf Abraham und Mose herabgesandt worden war (Vgl. 107f).

1. Mā takrrara nuzūluh: Offenbarungen, die wiederholt wurden, wie z. B. das Ende der 16. Sure.

1. - 19. Mā nazala mufarraqn wa mā nazala dschamʿan: Die Koranoffenbarungen, die als einzelne Verse – was laut as-Suyūtı̄ oft der Fall war – oder als ganze Suren herabgesandt wurden, wie die Suren 77, 103 und 108 (Vgl. S. 114).

1. Kayfiyyat an-nuzūl: Hier werden die Modalitäten der Offenbarung erörtert.

1. - 23. Muwtātir wa ahād wa schādh: Diese Kapitel thematisiert die Bewertungskriterien für die Überlieferungen, durch welche die koranischen Lesearten übermittelt wurden. Dementsprechend gibt es Lesarten, die durch zahlreiche Überlieferungswege (muwtātir), durch einzelne Überlieferungswege (ahād) oder durch abweichende Überlieferungswege (šāḏ) tradiert wurden.

1. Qirāʾāt an-Nabī: Die Lesarten des Propheten.

1. - 26. ar-Ruwāt wa-l-huffāz: Hier kommt er auf die berühmten Prophetengefährten, wie ʿAlī bin Abī Ṭālib, Ibn Masʿūd und Zaid ibn Thābit, sowie anschließend auf die nachfolgenden Generationen zu sprechen, die den Koran auswendig kannten und rezitiert haben.

1. Fī kaifiyyat tahammulih: Über die Wege, den Koran auswendig zu lernen.

1. Fī al-ʿālī wa-n-nāzil: Über die Kriterien für die Einteilung in glaubwürdige und unglaubwürdige Lesarten.

1. al-Musalsal: Hierbei geht es um die Überlieferungen der Lesarten, deren Tradenten alle dieselben Eigenschaften aufweisen, wie z. B., dass diese alle aus demselben Ort stammten oder Anhänger der gleichen Rechtsschule waren.

1. - 31. al-waqf wa-l-ibtidāʾ: Über das Auslassungszeichen zum Signalisieren einer Pause und der anschließenden Wiederaufnahme der Rezitation.

1. al-Imāla: Über die Regeln der richtigen Aussprache von imāla.

1. al-Madd: Über die Verlängerung von Vokalen.

1. Takhfīf al-hamz: Über die Abschwächung der hamza.

1. al-Idghām: Über die Regeln der richtigen Aussprache bei der Assimilation.

1. - 37. al-Ichfāʾ wa-l- iqlāb: Über die Regeln der richtigen Aussprache bei der Abschwächung und Substitution von Buchstaben.

1. Machāridsch al-hurūf: Über die richtige Artikulation von Buchstaben.

1. al-Gharīb: Ungewöhnliche oder seltene Wörter im Koran.

1. al-Muʿarrab: Arabisierte bzw. nichtarabische Wörter im Koran.

1. al-Madschāz: Über die Metaphorik.

1. al-Muschtrak: Die Homonyme im Koran.

1. at-Tarāduf: Die Synonyme im Koran.

1. - 45. al-Muhkam wa-l-mutaschābih: Über eindeutige und mehrdeutige Koranverse.

1. al-Muschkil: Dieser Abschnitt behandelt Verse, die problematisch erscheinen.

1. - 48. Mudschmal wa mubayyan: Hierbei geht es um ambige oder explizite Ausdrücke.

1. al-Istiʿāra: Über die koranische Entlehnung.

1. at-Taschbı̄h: Über die Anwendung des Vergleichs im Koran.

1. - 52. al-Kināya wa-t-taʿrı̄d: D. h. die Metonymie und Allusion.

1. ʿĀmm al-bāqī ʿalā ʿumūmih: allgemeine Ausdrücke, die nicht spezifiziert werden.

1. - 55. al-ʿĀmm al-machsūs wa-l-ʿām al-ladhī urida bi-hi al-chsūs: Die erste Kategorie bezieht sich auf allgemeine Ausdrücke im Koran, welche durch andere Koranteile spezifiziert werden. Bei der zweiten geht es um allgemeine Ausdrücke, welche aber der Logik nach, einen spezifischen Sinn haben.

1. - 57: Mā chassa fī-hi al-kitāb as-sunna wa mā chassat fī-hi as-sunna al-kitāb: Über allgemeine Ausdrücke der Sunna, die durch den Koran spezifiziert werden. Demgegenüber stehen allgemeine Ausdrücke des Korans, die durch die Hadithe spezifiziert werden.

1. al-Muʾwwal: Es geht hierbei um Koranteile, die umgedeutet werden sollten.

1. al-Mafhūm: Es geht um Verse, deren wörtliche Bedeutung vom eigentlichen Sinn abweicht.

1. - 61: al-Mutlaq wa-l-muqayyad: limitierende und nicht einschränkende Aussagen.

1. - 63: an-Nāsich wa-l-mansūch: Dieses Kapitel erörtert die Abrogationslehre (wörtl. abrogierend und abrogiert).

1. Mā ʿamila bi-hi wāḥid thumma nusich: Damit sind normgebende Verse gemeint, die kurz davor in Kraft gesetzt worden waren, bevor sie wieder abrogiert wurden.

1. Mā kana wadschiban ʿlā wahid faqat: Hier geht es um normative Koranteile, deren Wirkung sich lediglich auf eine einzige Person bzw. den Propheten bezieht, wie z. B. 17:79 und 33:79 (Vgl. S. 263).

1. - 68. al-Idschāz wal-itnāb wa-l-musāwa: Hierbei geht es um die Bewertung eines Koranverses als prägnant, ausführlich oder angemessen.

1. al-Aschbāh: Dieses Kapitel spricht von inhaltlich ähnlichen Versen.

1. - 71. al-Mawsūl wa-l-mafsūl: Hier wird die Frage besprochen, wann Sätze dem Sinn nach zusammengehörig oder verschieden sind.

1. al-Qaṣr: D. h. Die Begrenzung von Eigenschaften auf eine bestimmte Person oder einen gewissen Sachverhalt.

1. - 81. Diese Kapitel thematisieren verschiedene rhetorische und stilistische Besonderheiten des koranischen Textes und legen seine semantischen Merkmale dar.

1. al-Fawāsil al-ghāyāt: Über die Endungen der Koranverse.

1. - 85. Afdal al-Qurʾān wa fāḍiluh wa mafdūluh: Es geht hier um die Frage, ob es im Koran bessere und demgegenüber (nur) gute Teile gibt.

1. Mufradāt al-Qurʾān; Ausgewählte relevante Koranpassagen.

1. al-Amthāl: Über die Gleichnisse im Koran.

1. - 89. Adāb al-qāriʾ wa-l-muqriʾ: Über die Etiketten der Koranrezitation.

1. Adāb al-mufassir: Regeln für die Exegese und die erforderlichen Qualifikationen eines Exegeten.

1. Man yuqbal tafsīruh wa man yuradd: Dieses Kapitel widmet sich der Frage, wessen Koranauslegung akzeptiert wird.

1. Gharāʾib at-tafsīr: außergewöhnliche Exegesen.

1. Maʿrifat al-mufassirīn: Hier ist von den Exegetengenerationen die Rede.

1. Kitābat al-Qurʾān: Über die koranische Paläographie und Kalligraphie.

1. Tasmiyat as-suwar: Die Namengebung für die verschiedenen Suren des Korans.

1. Tartīb al-āy wa-s-suwar: Diese Disziplin behandelt die Reihenfolge und Anordnung des koranischen Texts.

1. al-Asmāʾ: Darlegung von Namen und Informationen über Personen, vor allem jene der früheren Propheten, im Koran.

1. - 99. al-Kunā fī-l-Qurʾān: Hierbei geht es um Beinamen und Titel im Koran.

1. al-Mubhamāt: Die im Koran nicht identifizierten Personen.

1. Asmāʾ man nazala fīhim: Namen von Personen, aufgrund derer bestimmte Koranteile herabgesandt wurden.

1. at-Tārīch: Dieses Kapitel liefert die Todesdaten von Prophetengefährten und prominenten Hadith-Gelehrten.

Zum Schluss präsentiert as-Suyūṭī Überlieferungen über den am Weltende eintretenden Tod des Engels Gabriel, über welchen der Koran offenbart wurde.